# 王澍 (建筑师)
王澍（1963年11月4日—）祖籍山西交口县野家坡村，中国当代建筑师，2012年度普利茲克建筑獎得主。现任中国美术学院建筑艺术学院院长、建筑系主任、博士生导师。

## 职业生涯
1963年出生于新疆乌鲁木齐，中学毕业于西安中铁一局西安中学（现西安市中铁中学）。
1981年录取东南大学（时称南京工学院）建筑系。开始利学江南。1985年在南京工学院（现东南大学）建筑系获得学士学位。
1988年从东南大学硕士研究生毕业，并获得硕士学位。王澍的硕士学位论文《死屋手记》批判了当时的整个中国建筑学界，他在答辩时把论文贴满了答辩教室的墙壁，还声称“中国只有一个半建筑师，杨廷宝是一个，齐老师算半个”。虽然论文全票通过，但学位委员会认为过于狂妄没有授予他学位。直到一年后经过重新答辩，王澍才获得硕士学位。
1988至1995年在浙江美术学院（现中国美术学院）工作，从事旧楼改造，及环境与建筑关系的研究。
1997年王澍与妻子陆文宇一起成立了「业余建筑工作室」。在一篇叫做《业余的建筑》的文章里，王澍阐释“业余”：“强调一种建筑观是业余的，实际上就是在强调自由比准则有更高的价值，并且乐于见到由于对信用扫地的权威的质疑所带来的一点小小的混乱。”业余工作室只有六个人：王澍夫妇和王澍的四个弟子，他们通常要和一些大型设计院合作，来完成全部的施工图设计。行内的规矩是，工作室做好设计方案，设计院配一套施工图，就动土开工了。陆文宇不放心，和设计院达成了「新规矩」：第一遍做好的施工图得拿回工作室补充、完善，再请设计院二次矫正，然后给回工作室最终检查、定案。别人只做一道的工序，「业余建筑工作室」得做四道。
2000年，王澍在同济大学建筑与城市规划学院取得博士学位。王澍的博士论文以「虚构城市」为题，直到2012年王澍获奖，他当年在同济的师兄师弟和老师，开始依稀回忆那部手写的博士论文。有人至今珍藏，仍说看不懂。同年，王澍开始担任中国美术学院建筑艺术学院院长。
2002年，出版专著《设计的开始》。
2011年，成为第一位担任哈佛大学研究生院“丹下健三客座教授”的中国本土建筑师。（“丹下健三”荣誉讲席教授是哈佛大学授予世界范围内有突出成就的建筑师，每年评选出一位，王澍教授是获得这一荣誉的第一位中国籍建筑学者。）
2012年获得“建筑界的诺贝尔奖”之称的普利兹克建筑奖（The Pritzker Architecture Prize）。普利兹克奖评委会主席帕伦博勋爵曾经这样评价王澍：“他的作品能够超越争论，并演化成扎根于其历史背景永不过时甚至具世界性的建筑。”
《時代》杂志发布2013年度全球100位最有影响力人物名单，中国美术学院建筑艺术学院院长王澍入选。“中国建筑的未来没有抛弃它的过去。”这是《时代》杂志最认可王澍的理由，另一种认可源自王澍选择建筑材料的“环保”理念。王澍在建筑中所用的“瓦爿墙”都是用回收来的旧砖瓦做成的，他在作品中频繁使用再生材料，一直抗议建筑材料的浪费。《时代》杂志特别提到了7年前王澍用66000块来自旧房拆毁的青瓦创作的作品《瓦园》，当时曾经引起了建筑界对当下中国城市问题的关注，并掀起了国际建筑舞台上的中国热潮。还提到了在第十二届威尼斯建筑双年展上，王澍以“衰变的穹顶”获得特别荣誉奖，成为了首位以个人名义登上该世界第一大建筑展领奖台的中国建筑师。

## 建筑观点
王澍自称是一个“体制外的建筑师”，所以将工作室命名为“业余工作室”。他认为，中国的传统文化伴随着经济的飞速发展和传统道德的没落已经被完全摧毁了，作为中国文化载体的传统建筑也在文化浩劫与飞速的城市化大潮中满目疮痍。他的这种观点与中国大陆建筑体制内的部分学者意见相左，受到争议。“我们传统的文化被彻底地摧毁了，比如说对自己文化的自信，实际上是丢失掉的。对自己的那种文化的回忆包括生活的真实是丢失掉的。等丢失掉这些东西之后我很忧虑，再过十年，中国的城市里头，大家还能说我是中国人吗？这个城市所有的和中国传统的一切都会彻底的铲平，剩下了几个像文物一样的保护点，剩下的东西放在博物馆里。”
正如王澍在CCTV《面对面》所说：“说一句比较激进的话，我对中国的城市现状也是完全绝望的，这个根本不是我们的目的，这不意味着好的生活，环境能变成如此恶劣的状态，而且接下来越走越危险，我们都可以预见得到，这个城市会出什么问题如果我们提前，像我们是所谓的学者，学者就是要领先社会做一些研究，想一些事情，如果我们不能够提前看到这些东西，发出自己的声音，或者做一些样板示范，我觉得我们就没有尽到我们的责任。而且光说空话是没有用的，一定要做实实在在的事情。”
我们要想探寻王澍的建筑观点，必须从其具体作品中寻得。中国美院院长许江将整个新校区交给王澍来做，而王澍也没有辜负其信任，并没有将位处中国最具诗情画意的城市杭州的中国美院新校区做成当代大学统一的现代建筑规划模式，而是将其打造成一个具有桃花源般美丽的、具有传统田园特质的新型校区。王澍事后回忆,“设计象山校园之前，作为甲方的许江院长并没有提具体的要求，他给我写了三首诗，用一种非常诗意、朦胧的方式传达他的要求，有点像以前文人的互相唱和，他写诗给我，然后我用建筑将虚转换为实。”王澍：精神山水 
在象山校区中，王澍抛弃了现代建筑经典规划手法，去除了没有现场意义的轴线关系，对称关系等手法，而是将周围环境作为建筑规划的最大依据，从而形成了自由的、外松内紧的、拥有清晰场所关系的规划模式。王澍在校园内保留了一片农田，使用了因城市化而拆除的传统建筑的旧砖瓦，建筑造型上也试图用一种饱含传统记忆而又简洁优美的造型来达成其建筑与场地的关系。
王澍：“我不做“建筑”，只做“房子”。房子是业余的建筑，业余的建筑只是不重要的建筑，专业建筑学的问题之一就是把建筑看得太重要。但是，房子比建筑更根本，它紧扣当下的生活，它是朴素的，通常是琐碎的。比建筑更重要的是一个场所的人文气息，比技术更重要的是朴素建构艺术中光辉灿烂的语言规范和思想。”  王澍：不做建筑 只造房子（页面存档备份，存于）
“人们越来越失去了对可以触及的、可以面对的那个真实事物的直接感觉，但这恰恰是特别重要的文化内涵。”王澍所做的调研工作，并不是简单地关于中国传统文化的抽象感觉与表达，更多的，是从中切身体会世界文化的丰富多样性，并时刻对这些文化饱有感觉、判断及理解。
“一个地区的生活是有它的精神性的，会有思想、有梦想。其实中国的建筑直接表达我们的文化。一个没读过书、不了解儒家经典理论的人，只要住在传统的院落中，哪怕是个瞎子，用手脚去摸走一遍，也会知道人在天地中生活基本的礼仪格局。然而我们现在的生活基本上是以想象中的西方生活为蓝本，生活发生变化基础观念就发生变化，再有五千年的文化都是白搭。几乎所有人，哪怕嘴上挂着中国传统，心里暗恋的还是西方的东西，这是现在整个中国的状况。” 王澍：精神山水

## 个人作品
- 1990年 海宁市青少年宫（老馆）
- 2000年 文正学院图书馆
- 2004年 中国美术学院象山新校区一期工程，二期工程于2007年落成。
- 2005年 宁波美术馆
- 2005年 宁波五散房
- 2006年 金华建筑艺术公园“瓷屋”茶室
- 2006年 瓦园（于威尼斯双年展中国馆）
- 2007年 杭州“钱江时代-垂直院宅”
- 2008年 宁波華茂美術館
- 2008年 宁波博物馆
- 2009年 杭州南宋御街陈列馆
- 2010年 中国2010年上海世界博览会宁波案例馆
- 2010年 衰朽的穹隆（The decay of Dome，威尼斯双年展之第十二届国际建筑展参展作品）
- 2014年 杭州水岸山居酒店
- 2015年 艾青紀念館新館
- 2016年 乌镇互联网国际会展中心
- 2018年 临安博物馆

- 宁波美术馆
- 宁波五散房——茶室
- 宁波博物馆
- 南宋御街陈列馆

## 奖项和荣誉
- 2003年，“垂直院宅－钱江时代高层住宅群”项目获第十届全国美术作品展览银奖；
- 2004年，苏州大学文正学院图书馆项目荣获中国建筑艺术奖。
- 2005年，宁波五散房项目荣获HOLCIM豪瑞可持续建筑大奖赛亚太地区荣誉奖。
- 2005年，中国美术学院象山校园一期工程获中国建筑艺术年鉴学术奖。
- 2008年，“垂直院宅－钱江时代高层住宅群”项目获德国全球高层建筑奖提名。
- 2010年，作品“衰朽的穹隆”获该年度威尼斯双年展特别奖。
- 2010年，与妻子陆文宇一起荣获德国谢林建筑实践大奖。
- 2011年，荣获法国建筑学院金奖。
- 2012年，荣获建筑学最高奖项普利兹克奖，成为第一位获此殊荣的中国籍人士。
- 2014年，与同为建筑师的妻子陆文宇当选英国皇家建筑师协会2015年度国际资深荣誉会员。[6]。